# Сунківський (заказник)
Сунківськи́й — гідрологічний заказник місцевого значення у Черкаському районі Черкаської області.

## Опис
Заказник площею 28,0 га розташовано біля с. Сунки. Під охороною болото на р. Сунці з типовою болотною рослинністю, регулятор гідрологічного режиму.
Як об'єкт природно-заповідного фонду створено рішенням Черкаського облвиконкому від 28.11.1979 р. № 597. Землекористувач або землевласник, у віданні якого перебуває заповідний об'єкт — Березняківська сільська громада.

## Галерея

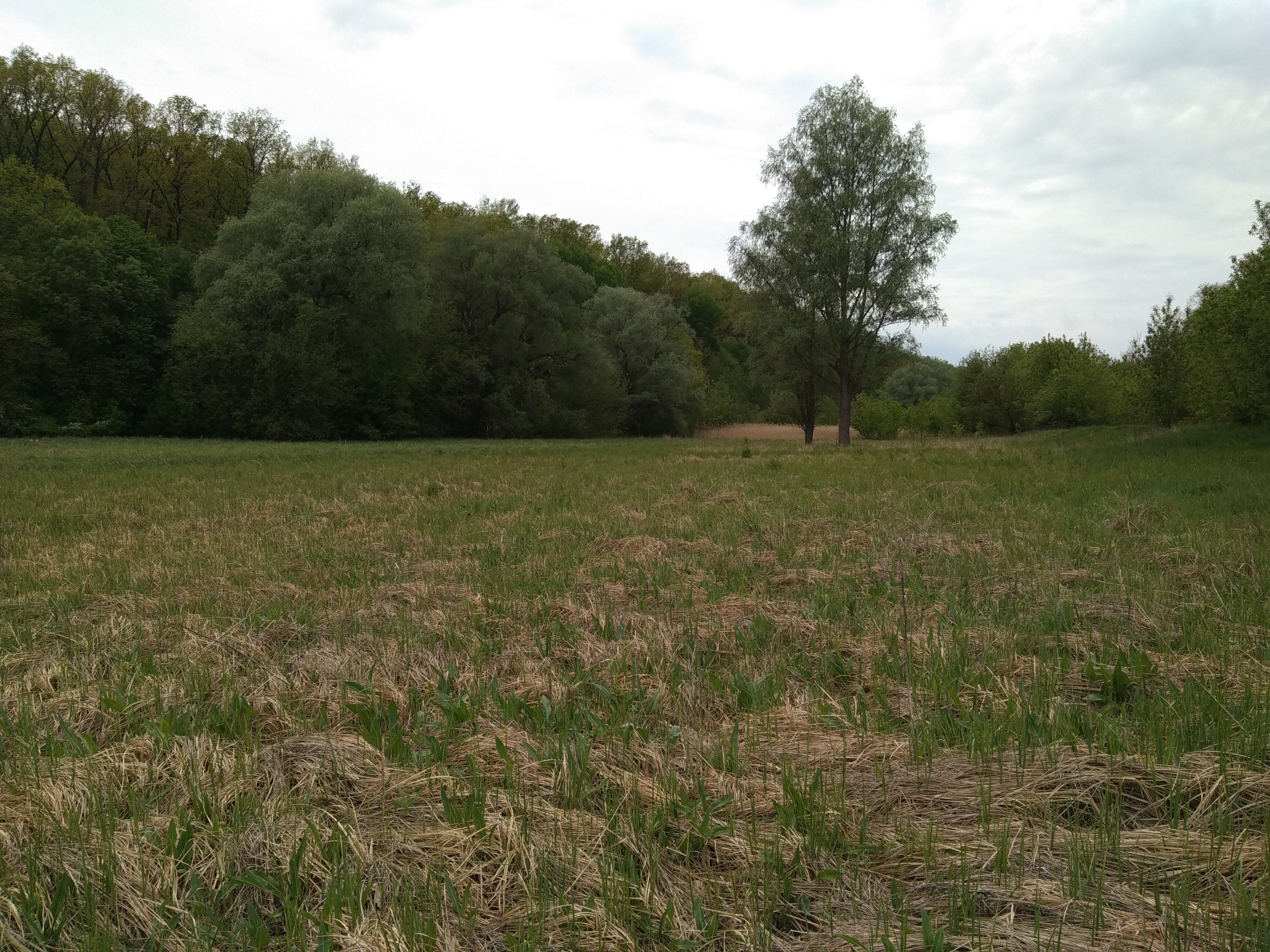
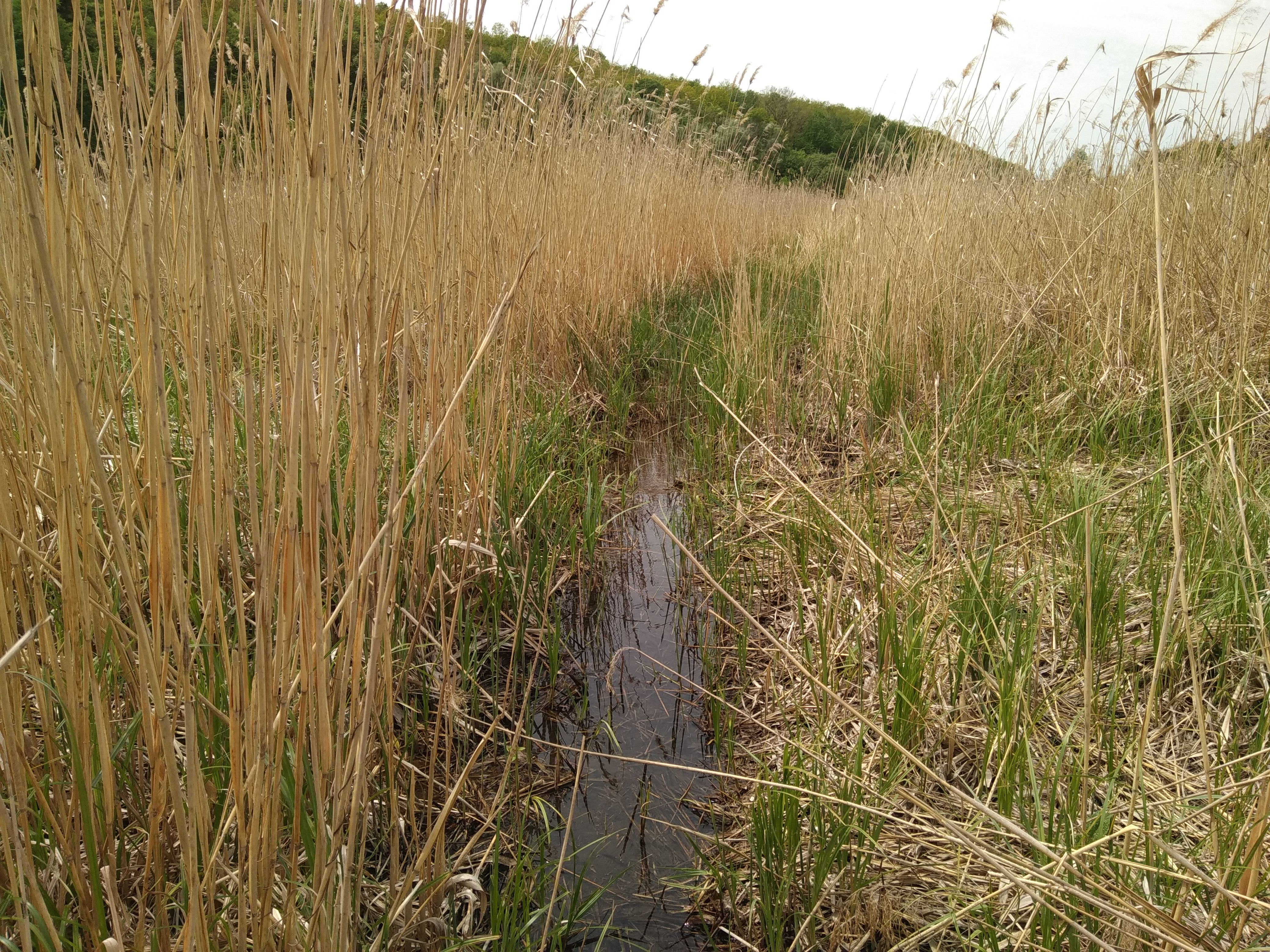